# Hydraulický přenos výkonu

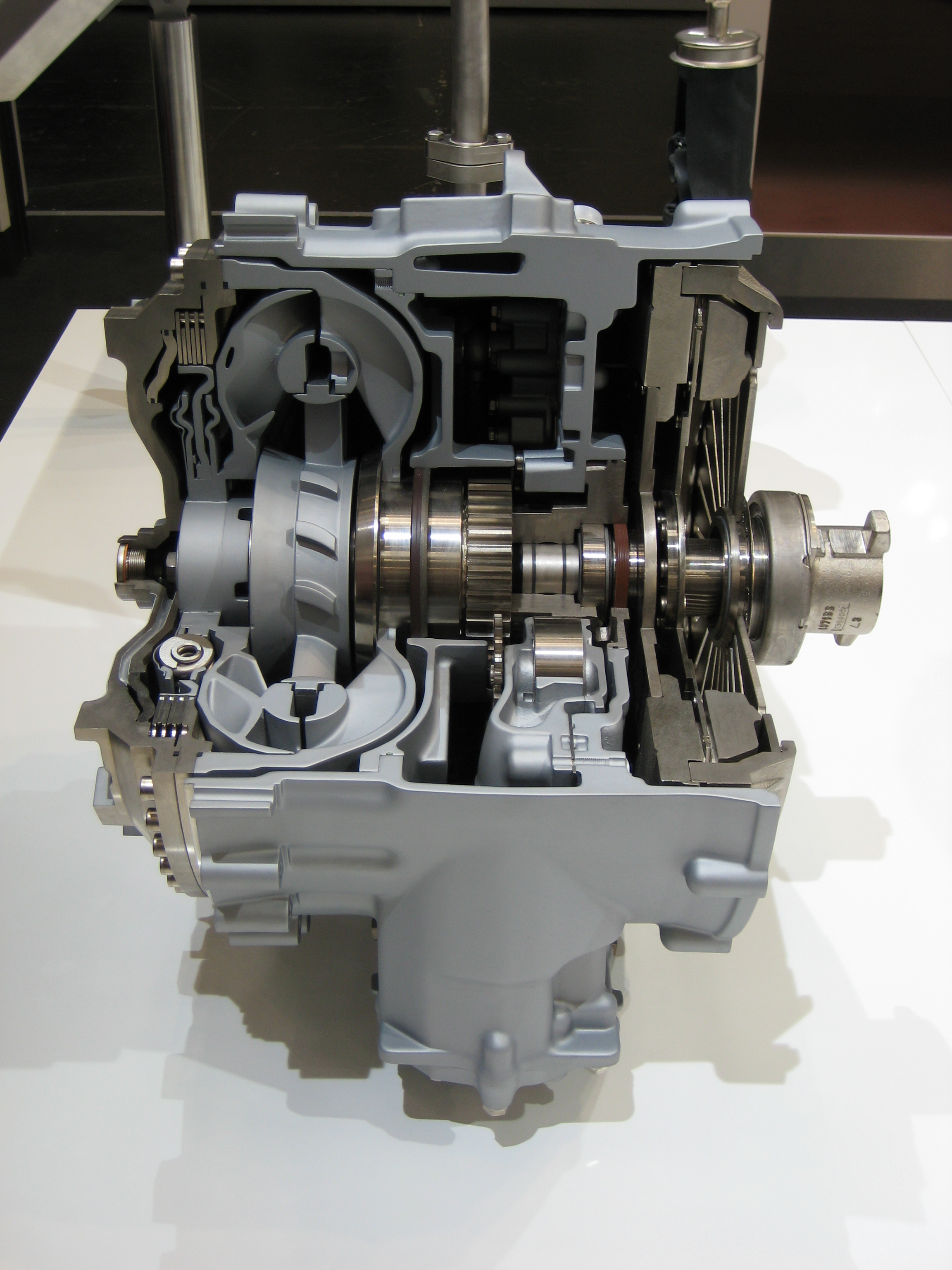
Hydromechanický pohon složený z hydrodynamického měniče a lamelové spojky

Hydraulický přenos výkonu je označení zařízení sloužícího ke zprostředkování přenosu kroutícího momentu z primárního zdroje na výstupní člen, které používá jako přenosové médium proudící kapalinu. Hydraulický přenos výkonu může a tedy nemusí zároveň měnit točivý moment.
Hydraulické přenosy se dělí na dvě základní skupiny:
- hydrodynamické, které pracují s velkým prouděním kapaliny o nízkém tlaku
- hydrostatické, které pracují s velmi vysokým tlakem a malým průtokem kapaliny, umožňují prostorové oddělení primárního pohonu a výstupních členů

## Hydrostatické pohony
Hydrostatický pohon se skládá z čerpadla, spojovacích hadic nebo potrubí a z jednoho nebo více hydromotorů. Motory i čerpadla mají velmi podobnou konstrukci s axiálními nebo radiálními plunžrovými písty. Regulovatelnou částí pohonu je zpravidla čerpadlo, motor obvykle pracuje s konstantním průtokem kapaliny na jednu otáčku. Při axiálním uspořádání pístů jsou písty stlačovány rotující kluznou deskou s měnitelným nebo konstantním sklonem nebo kluznou deskou kolmou k hřídeli s měnitelným sklonem mezi hřídelí a tělesem s písty. Je možné i řadové uspořádání pístů.[nedostupný zdroj] Regulací se mění množství proudící kapaliny, a tím i poměr otáček mezi vstupem a výstupem z pohonu. Prohozením vstupu a výstupu u hydromotoru se mění směr otáčení.

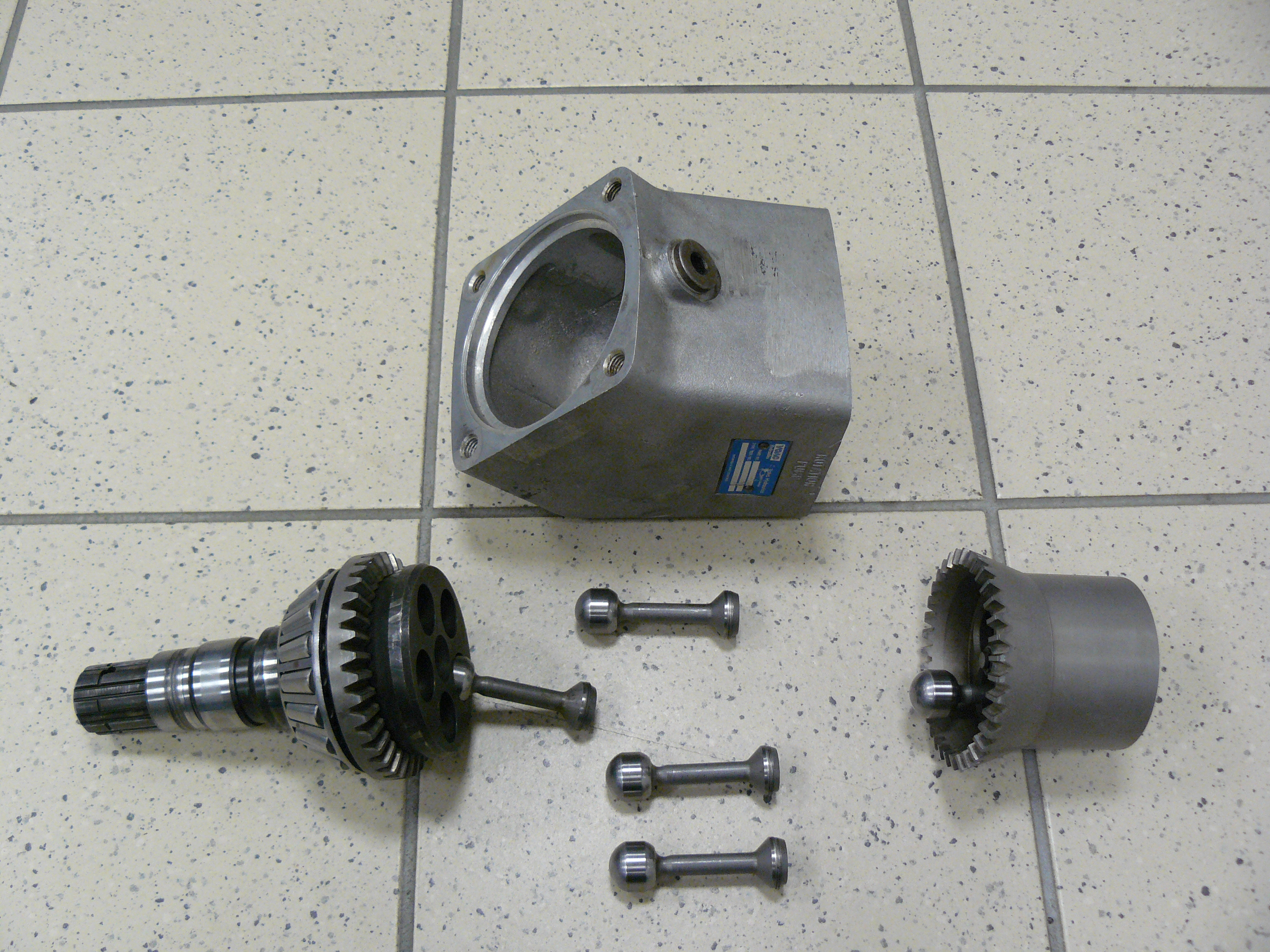
Pumpa s axiálními písty
Animace pumpy s axiálním uspořádáním pístů
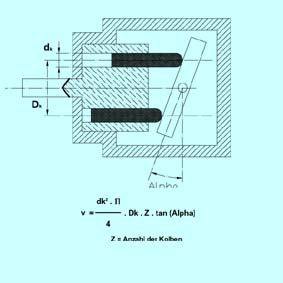
Řez pumpou s axiálními písty
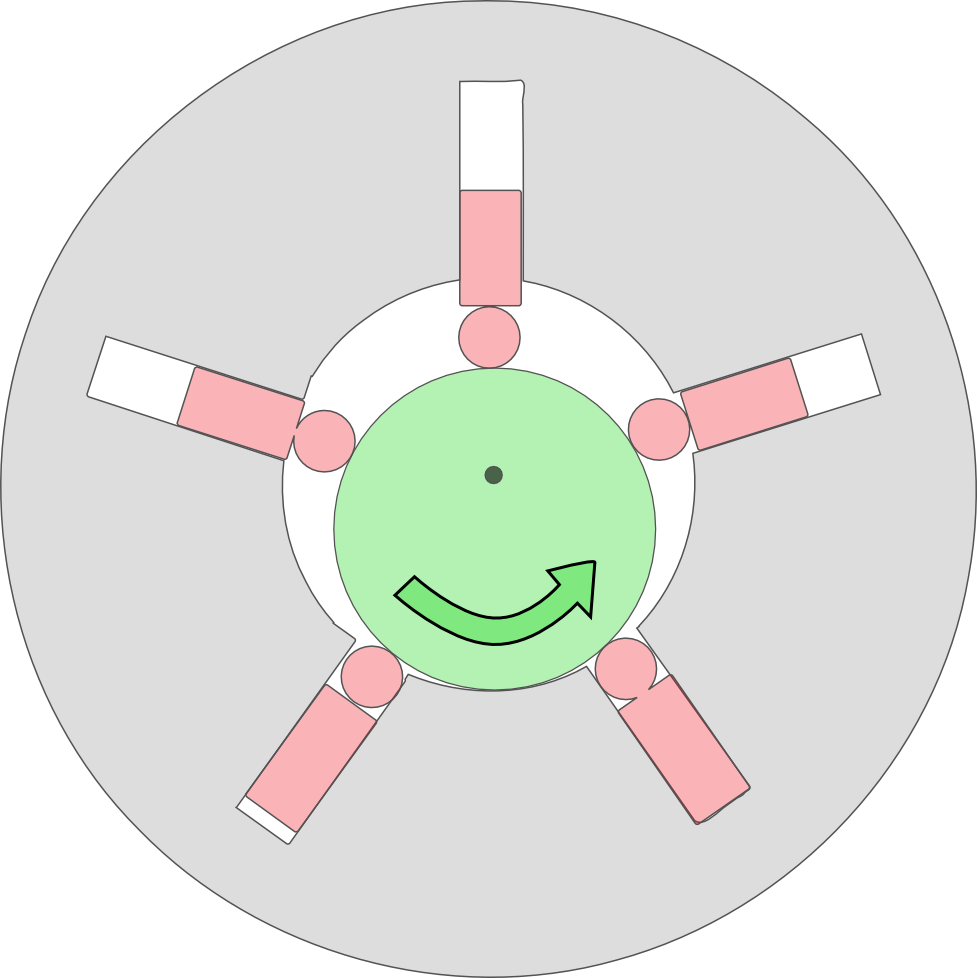
Pumpa s radiálními písty

## Hydrodynamické pohony

### Hydrodynamická spojka

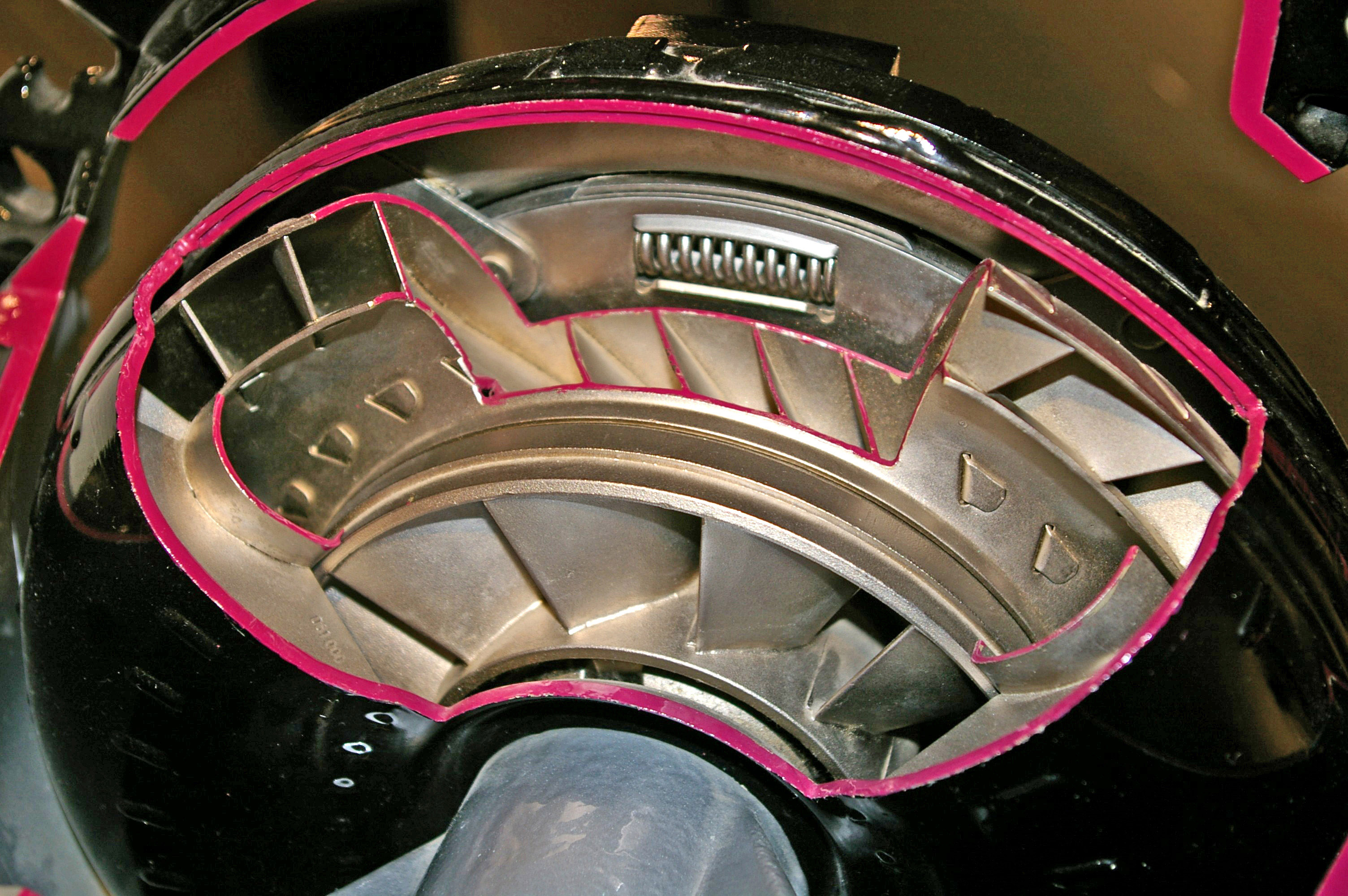
Hydrodynamický měnič v řezu – Porsche-Museum Stuttgart

Hydrodynamické spojky vyžadují velmi těsné spojení čerpadla a turbíny ve společném tělese. Kapalina je nabírána čerpadlovým kolem a vrhána proti lopatkám turbínového kola. Obě kola jsou prakticky shodná. Hydraulická spojka nezvyšuje moment na výstupu, její účinnost bývá kolem 90 %. Zbylá energie se mění v teplo.

### Hydrodynamický měnič
Hydrodynamický měnič se od hydrodynamické spojky liší přidáním dalšího kola – reaktoru. Pohyb kapaliny vystupující z turbíny lze rozložit na dvě složky – radiální danou setrvačností hmoty a tangenciální danou otáčkami turbíny. Reaktor mění směr tangenciální složky pohybu do směru k turbíně. Kapalina tak vstupuje opět do turbíny, ale již s částí pohybové energie. Tímto uspořádáním lze zvýšit moment (a snížit otáčky výstupu) až pětinásobně. Jestliže se otáčky výstupu blíží otáčkám vstupu, účinnost měniče prudce klesá. Proto se často používá v tomto okamžiku mechanické překlenutí měniče.

## Použití

### Silniční vozidla
Hydrodynamické měniče se používají především ve spojení s automatickým řazením, zejména u užitkových vozidel. První zkušební, osobní automobil s hydrodynamickým měničem představil Hermann Föttinger v roce 1931.

#### Hydrostatické pohony
Hydrostatické pohony se používají především pro pomocné pohony s malým výkonem nebo pro pohon stavebních strojů, kde se využívá především možnost oddělení motoru a výkonného členu.

#### Hydrodynamický přenos
Hydrodynamický přenos výkonu se využívá u automatických převodovek, a to ve formě hydrodynamických spojek i měničů. Existují také smíšené, hydromechanické pohony, např. pohon s diferenciálním měničem (DIWA-Differenzialwandlergetriebe) firmy Voith, u kterého se část výkonu přenáší přímo a část přes měnič v závislosti na rozdílu otáček a výkonu.

#### Retardér
U autobusů a jiných těžkých užitkových automobilů nachází uplatnění retardér jako brzda (téměř) nepodléhající opotřebení a zároveň jako druhý, nezávislý brzdící systém zvyšující bezpečnost provozu. Retardér je zvláštní forma měniče, kde turbínové kolo je zabrzděno a veškerá energie se mění v teplo. To vyžaduje vyřešení chlazení média.

### Kolejová vozidla

#### Pohon

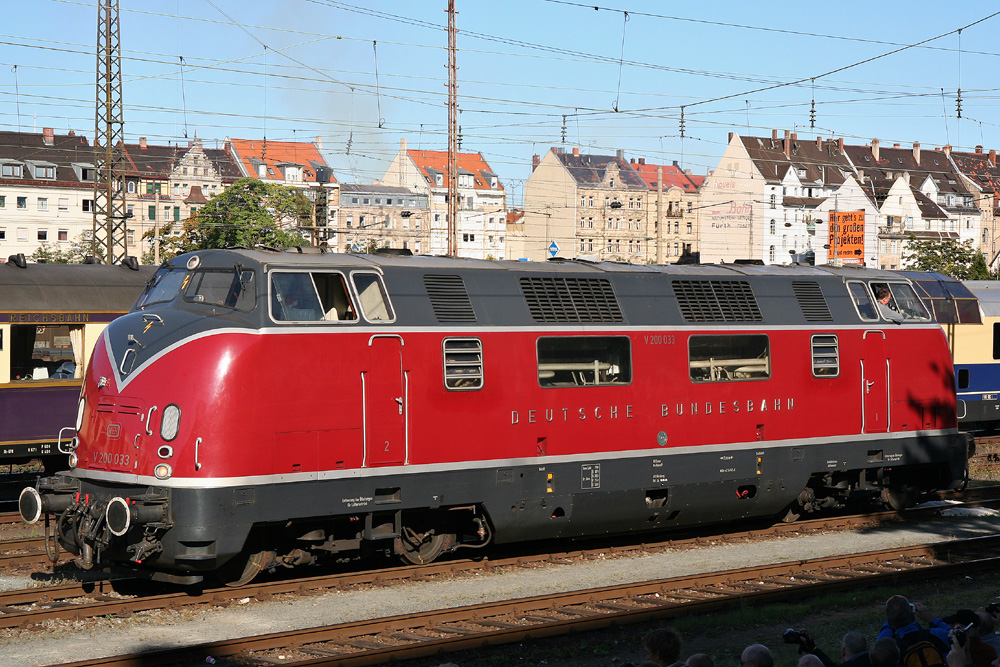
V 200 DB

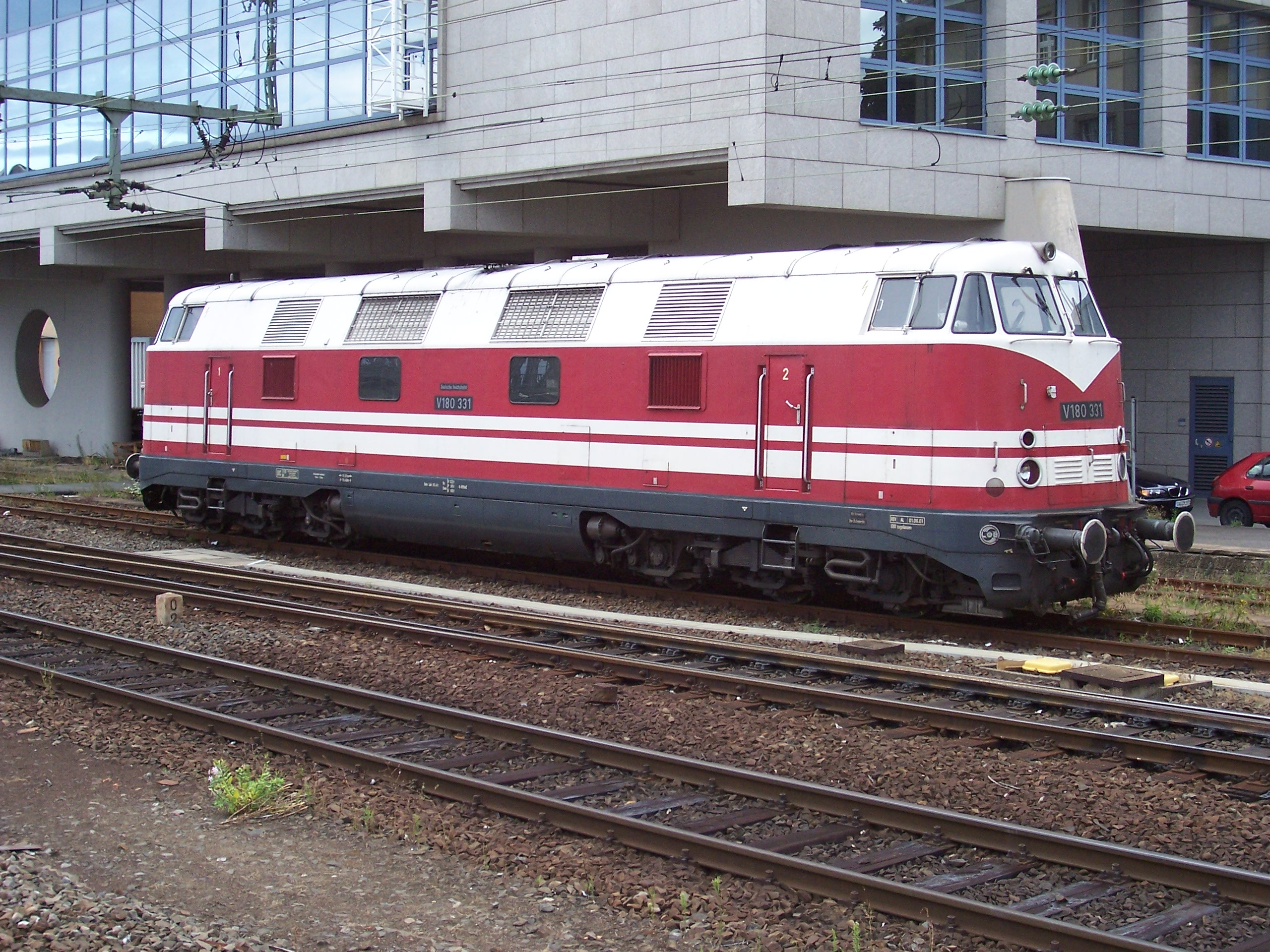
V 180 DR

Hydrodynamický přenos výkonu je použit u motorových lokomotiv, vozů a jednotek všech výkonových kategorií, u vozidel poháněných spalovací turbínou a dokonce i u elektrických lokomotiv ř. 1067 ÖBB. Je levnější a lehčí alternativou k elektrickému přenosu výkonu, avšak s nižší účinností. Oba jmenované přenosy výkonu se používají především u vozidel vyšších výkonů. Na rozdíl od mechanického přenosu výkonu umožňují docílit vysoké tažné síly při rozjezdu bez použití třecí spojky, tedy součásti podléhající opotřebení úměrnému velikosti ztrátového výkonu. V drážních vozidlech se pro zvýšení účinnosti přenosu využívá hydrodynamických převodovek s více měniči nebo s kombinací měničů a spojek, které se postupně plní a vyprazdňují tak, jak se zvyšuje rychlost vozidla.
Prvně byl hydrodynamický přenos výkonu na železnici použit v Německu při rekonstrukci Kolejového zepelínu v roce 1932. V poválečné historii byl tento přenos použit u lokomotiv DB řad V 200, 216, 218 a DR řad 106, 110, 118 a 119. Československé státní dráhy uplatnily hydrodynamický přenos především u motorových vozů řad M 286.0 a 1 a M 296.1 a 2 (resp. nyní 854). Lokomotivy s hydrodynamickým přenosem se u ČSD příliš neprosadily – jednalo se o řady T 334.0 a T 444.0 a 1.
Pro nižší výkony je někdy použit tzv. hydromechanický přenos výkonu, což znamená, že převodovka obsahuje jediný měnič a jízdní stupně se řadí mechanicky. Tento přenos výkonu používají například motorové vozy ř. 810, a to i v modernizované verzi řady 814. Příkladem nepříliš obvyklého použití tohoto přenosu u velkých výkonů je část lokomotiv ř. V 200 osazených hydromechanickou čtyřstupňovou převodovkou Mekydro.

#### Brzdění
V oblasti kolejových vozidel se retardér označuje slovy hydrodynamická brzda (v Německu H-Bremse). Konstrukce je mnohem robustnější než u silničních vozidel a velikost chladičů musí odpovídat brzdícímu výkonu. Hydrodynamickou brzdou jsou vybaveny například lokomotivy DB řady 218 a motorové vozy ř. 612.

#### Hydrostatický přenos výkonu
U kolejových vozidel se obvykle nepoužívá pro trakci, ale časté je jeho použití pro pomocné pohony – ventilátory, kompresory, a to i u lokomotiv s elektrickým přenosem výkonu.